# قوات الأمن الإسرائيلية

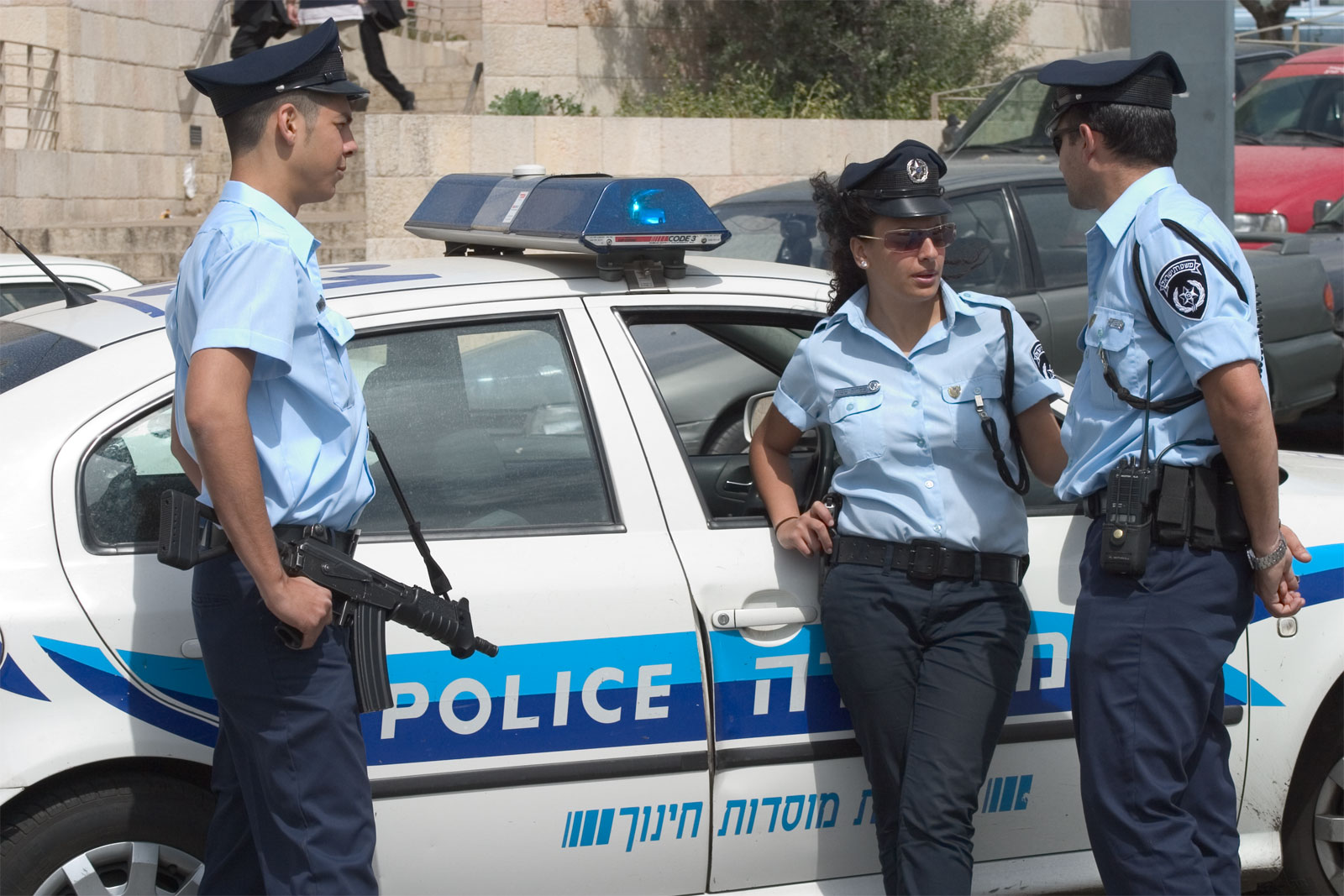
ضباط الشرطة الاسرائيلية.

قوات الأمن الإسرائيلية والمعروفة أيضا باسم المؤسسة الأمنية الإسرائيلية وتشمل مجموعة متنوعة من المنظمات، مثل إنفاذ القانون والجيش والقوات شبه العسكرية والحكومية، ووكالات الاستخبارات في إسرائيل.

## الجيش
- الجيش الإسرائيلي ويتضمن القوات الجوية والبرية والبحرية الإسرائيلية.

## الشرطة
- شرطة إسرائيل.
- الحرس المدني (إسرائيل).
- شرطة حدود إسرائيل.

## الإستخبارات
- شاباك ويعرف بجهاز الأمن العام الإسرائيلي.
- الموساد ويعرف بجهاز المخابرات الإسرائيلي.
- شعبة الاستخبارات العسكرية الإسرائيلية.

## خدمات الطوارئ
- ماجن دافيد أدوم.
- نيران إسرائيل وخدمات الإنقاذ.
- قيادة الجبهة الداخلية الإسرائيلية.
- وحدة 669.

## منظمات أخرى
- مصلحة السجون الإسرائيلية.
- حرس الكنيست.

## روابط خارجية
- الأسلحة الإسرائيلية (موقع غير رسمي)
- isayeret.com - قاعدة بيانات القوات الخاصة الإسرائيلية
- مركز تراث الاستخبارات الإسرائيلي (يالعبرية)
- جهاز الأمن العام (شاباك)